# Cámara de Comercio de Ibagué
La Cámara de Comercio de Ibagué representa a los comerciantes de Ibagué, Colombia.[cita requerida] Tiene como misión ser vocera de los intereses del sector empresarial, promover el desarrollo empresarial y regional, cumplir con eficiencia y eficacia la prestación de las funciones públicas delegadas por el Estado así como ofrecer métodos alternos de solución de conflictos, afiliación, capacitación empresarial a los comerciantes de la jurisdicción.

## Historia
Fue fundada el 26 de mayo de 1923, con el objetivo de formar una entidad que representase a los empresarios. 